# Gospel End
Gospel End är en by i civil parish Himley, i distriktet South Staffordshire, i grevskapet Staffordshire, i England. Byn är belägen 5 km från Wolverhampton. Byn hade 846 invånare år 2021.